# Axiothella constricta
Axiothella constricta är en ringmaskart som först beskrevs av Jean Louis René Antoine Édouard Claparède 1869.  Axiothella constricta ingår i släktet Axiothella och familjen Maldanidae. Inga underarter finns listade i Catalogue of Life.